# Óscar Valdez
Óscar Rafael Valdez Fierro (ur. 22 grudnia 1990 w Nogales) – meksykański bokser, brązowy medalista mistrzostw świata i wicemistrz igrzysk panamerykańskich.
Sukcesy zaczął odnosić już w czasie kariery juniorskiej. W wieku 17 lat zakwalifikował się do Igrzysk Olimpijskich w Pekinie. Przegrał pierwszą walkę z późniejszym złotym medalistą Mongołem Enkhbatynem Badar-Uuganem. W tym samym roku został w Guadalajarze mistrzem świata juniorów w wadze piórkowej.
W roku 2009 na Mistrzostwach Świata w Mediolanie pokonał kolejno Clive Atwella (Gujana), Davida Joyce (Irlandia), Ju-Min Jae (Korea Południowa) i Azata Howhanesjana (Armenia). W półfinale przegrał z późniejszym mistrzem Wasylem Łomaczenko z Ukrainy i zdobył brązowy medal w wadze piórkowej.
W roku 2011, reprezentował Meksyk na Igrzyskach Panamerykańskich w Gudalajarze, gdzie zdobył srebrny medal w wadze koguciej. Kolejno pokonał Luisa Porozo (Ekwador), Robenilsona de Jesusa (Brazylia) i w finale przegrał z Kubańczykiem Lázaro Álvarezem.
W maju 2012 w Rio de Janeiro uzyskał kwalifikację do Igrzysk Olimpijskich w Londynie. Na igrzyskach pokonał Shivę Thapę z Indii i Anwara Junusowa z Tadzykistanu. W ćwierćfinale przegrał z Irlandczykiem Johnem Nevinem.
Jest kibicem meksykańskiego klubu piłkarskiego Club América.